# Newa (czasopismo)
„Newa” (ros. Нева) – radziecki i rosyjski miesięcznik literacki o objętości 256 stron, wydawany w Petersburgu.
Pierwszy numer ukazał się w kwietniu 1955, jako organ leningradzkiej organizacji Związku Pisarzy RFSRR i kontynuacja wydawanej wcześniej serii książkowych antologii literackich „Leningradskij almanach” (Ленинградский альманах). Z miesięcznikiem współpracowali między innymi: Fiodor Abramow, Wasil Bykau, Lidia Czukowska, Regina Deriewa, Władimir Dudincew, Giennadij Gor, Daniił Granin, Lew Gumilow, Guziel Jachina, Wieniamin Kawierin, Dmitrij Lichaczow, Wasilij Liwanow, Jewgienij Popow, Siergiej Sniegow, Aleksandr Sołżenicyn, Arkadij i Boris Strugaccy, Michaił Szołochow, Michaił Zoszczenko. Pierwszym redaktorem naczelnym był Aleksandr Czernienko. Od 2007 redaktorem naczelnym jest Natalia Grancewa.
Obecny nakład to 1500 egzemplarzy, jednak w przeszłości czasopismo ukazywało się w znacznie większych nakładach:
- 1958: 75.000 egz.
- 1963: 200.000 egz.
- 1973: 260.000 egz.
- 1986: 290.000 egz.
- 1989: 660.000-675.000 egz.
- 1990: 615.000-640.000 egz.
- 1993: 58.000 egz.
- 1994: 26.640 egz.